# 锁

掛鎖

锁是一种保安設施，是人類为了保护自己的财产而发明的一种用钥匙才能开启的装置。就现代而言，是一种以钥匙、密码、电路或者其他用具来开启的封缄装置，用以防止物品被打开、移走兼具防护、管理甚至是装饰的作用。《辞海》对锁的解释为：“必须用钥匙才能开启的封缄器。”《辞源》的解释为：“所以扃门户箱箧之具，使人不得开者，古人谓之键，今人谓之锁。”《说文解字》解释为：“锁，铁锁，门键也。”
锁在制作材质上主要有两种：木质锁、金属锁。

## 发展简史

### 早期
世界最早期的鎖能追溯到距今6000年以前，其中一個在位於尼尼微附近的亞述杜爾舍魯金宮殿廢墟中被發現。西元前2000年，像這樣的鎖被發展成埃及木栓鎖，由螺栓、門固定裝置或附件以及鑰匙組成。當鑰匙插入時，夾具內的銷釘從螺栓內的鑽孔中抬起，使其能夠移動。當鑰匙被取下時，銷釘部分落入螺栓，阻止移動，是後來弹子锁的原形。

### 金屬鎖
西元前500年由古羅馬人發明金屬製掛鎖及守護鎖。在基本的守護鎖中，一組障礙物（通常由向外突出的同心板組成）會阻礙不是為該鎖設計的鑰匙的旋轉。守護鎖可能有一個簡單的凸起障礙，或者許多錯綜複雜的設計，有彎曲和複雜的突出部分，除非鑰匙中的凹口或槽與鎖中的凹槽相對應，否則鑰匙將碰到障礙物並且不會轉動。第一把全金屬製的鎖出現在870年至900年之間，並歸功於英國工匠。在中世紀，守護鎖被大量用於修道院，因為充足的金錢和時間，鎖的設計複雜性增加了。目前歐洲部分古蹟為了保留原始特徵仍使用守護鎖，但有時另外加上叶片锁增加安全性。
葉片鎖由其構造的葉片命名，其原理就是利用钥匙上斜面角度变化不同的牙花来旋转对齐锁芯中角度变化不同的叶片，拨动锁内与之吻合的叶片缺口进行封启，从而实现锁芯旋转开启的一种锁。这类锁具的安全性能也比较高，广泛的应用于一些保险柜等等场所，雙向葉片鎖於1778年由英國的羅伯特·巴倫發明。1818年，英国人在丹尼克·波特（Portsmouth Dockyard）发明由叶片锁改进的凸轮转片锁，更是沿用到现在；1860年，美国人Linus Yale成功研制出弹子结构锁，其保密性又超过了叶片锁。

弹子锁(又稱為喇叭鎖、珠子鎖)
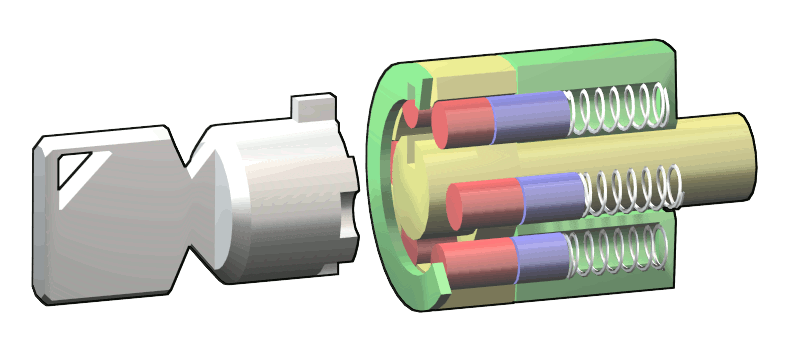
Tubular lock
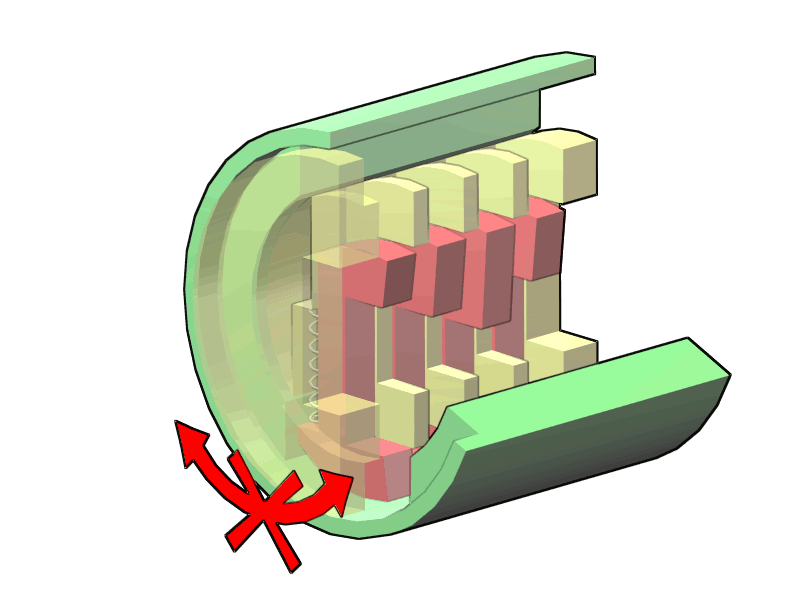
Wafer tumbler lock

### 中國
在中国使用锁的历史是非常悠久的。早在公元前5000年至公元前2000年的母系氏族社会晚期，私有制的产生，人们为了保护私有贵重财产，用兽皮包紧财物，外边用绳索捆绑，反复牢牢打结，必须用一根用兽骨制成的“觿”或是金屬細棒才能把绳结一层层挑开。除此之外，當時也會在繩結上放陶土蓋上自己的章，形成更有保護效果的模式，這樣的方式後來也延伸使用在書信或包裹，加上泥印封籤，防止他人開啟。
木锁是中国早期最具体的锁具，主要用於鎖門。距今5000年的仰韶文化遗址中曾发现过早期的木质锁，周朝已有关于木质锁和钥匙的文字记载。中國木鎖可分成閂鎖與木栓鎖兩類。閂鎖構造簡單，只能從門內開啟與關閉，組 成包括作為障礙物的厚重門閂及作為固定裝置的門板兩部分。開啟時，僅需將門閂水平移動至開啟位置後，以旋轉方式推動門板即可。木栓鎖則與古埃及木栓鎖、現代的彈子鎖構造類似，相較於彈子鎖使用彈簧、木栓鎖則是使用重力為回復力。整體構造由鑰匙、直木鎖閂、橫木門栓、門固四者所組成。開鎖時，將鑰匙經由橫木門閂中的槽道插入至定位後，再往上滑動， 將對應的直木鎖栓頂至與橫木門閂上緣切齊，即可水平滑動橫木門閂。
除此之外，金屬簧片鎖是古中國最具代表性的鎖具類型， 普通的簧片鎖由鎖體、鎖栓（鎖栓由鎖梁、鎖梗及側件組成）、簧片及鑰匙等四部分所組成、，利用鑰匙與彈簧片的幾何關係與彈力作用來上鎖與開鎖。春秋戰國時期之前出土的古中國鎖具相關文物，大致是以青銅與鐵的古鎖殘件為主、最早的完整簧片鎖發現於秦始皇陵西北端的秦石料加工場遺址所出土的刑具上。隨著時代演進，鎖得到民間的大量應用，並且有多樣的外表、雕花以及鎏金工藝、大幅提升鎖具的藝術價值。最晚於明代出現的需要要特定的步驟與方式才能開啟的機關鎖、並持續應用至清末民初。1940年代後、由於西方彈子鎖的廣泛應用、傳統鎖具漸漸被淘汰。

### 現代
随着现代科学技术的发展，形形色色的锁不断涌现，20世纪70年代，英国研制出磁力鎖，奥地利设计出有磁性编码锁、一些国家利用电子技术陆续研制出电子卡片锁、电子遙控锁、光控锁、指纹锁等。甚至将生物技术也运用到制锁行业。在香港的現代鎖種類繁多，包括有鐵閘鎖、電子門鎖、捲閘鎖、玻璃門鎖、夾萬鎖、櫃桶鎖等，主要是屬於商業用途的鎖類產品，在香港有專門從事有關買賣鎖類產品、換鎖、開鎖、安裝及保養的業務人士，以提供鎖匠行業的相關服務。

## 分类
锁的品种各种各样，估计有上万种，可以按不同的方法分类。
- 按材质分类：铸铁锁、铝合金锁、锌合金锁、不锈钢锁、铜锁
- 按用途分类：挂锁（南京錠）、家具锁、自行车锁、建筑门锁等
  - 中国的古锁按用途还可以分为：广锁、刑具锁、花旗锁（花式锁）等
- 按有无钥匙分类：钥匙控制类锁、无钥匙控制类锁